# Wachskrustenartige
Die Wachskrustenartigen (Sebacinales) gehören zur Klasse der Agaricomycetes. Die Ordnung enthält 9 Gattungen in zwei Familien. Die weltweit verbreiteten Spezies leben im Erdreich oder in Pflanzenwurzeln und bilden zumeist nur unauffällige Fruchtkörper.

## Merkmale
Obwohl die Sebacinales nur einfache morphologische Baupläne haben, zeichnen sie sich durch eine von keiner anderen Pilzordnung übertroffenen Vielfalt aus, die durch phylogenetische Untersuchungen in zwei Familien (früher die Untergruppen A und B) unterteilt werden. Nur Arten der Sebacinaceae (frühere Gruppe A) konnten morphologisch untersucht werden, während Arten der Serendipitaceae (frühere Gruppe B) meist endophytisch in Pflanzenwurzeln leben und daher morphologisch nur wenig beschrieben sind. Die Arten, die Fruchtkörper ausbilden, haben längsgeteilte Basidien und ungeteilte Porenkappen (Parenthosome im Doliporus).

## Verbreitung
Die Gattungen und Arten sind weltweit verbreitet. Die Pilze sind so universell verbreitet, dass kein geografisches Verteilungsmuster zu erkennen ist.

## Ökologie

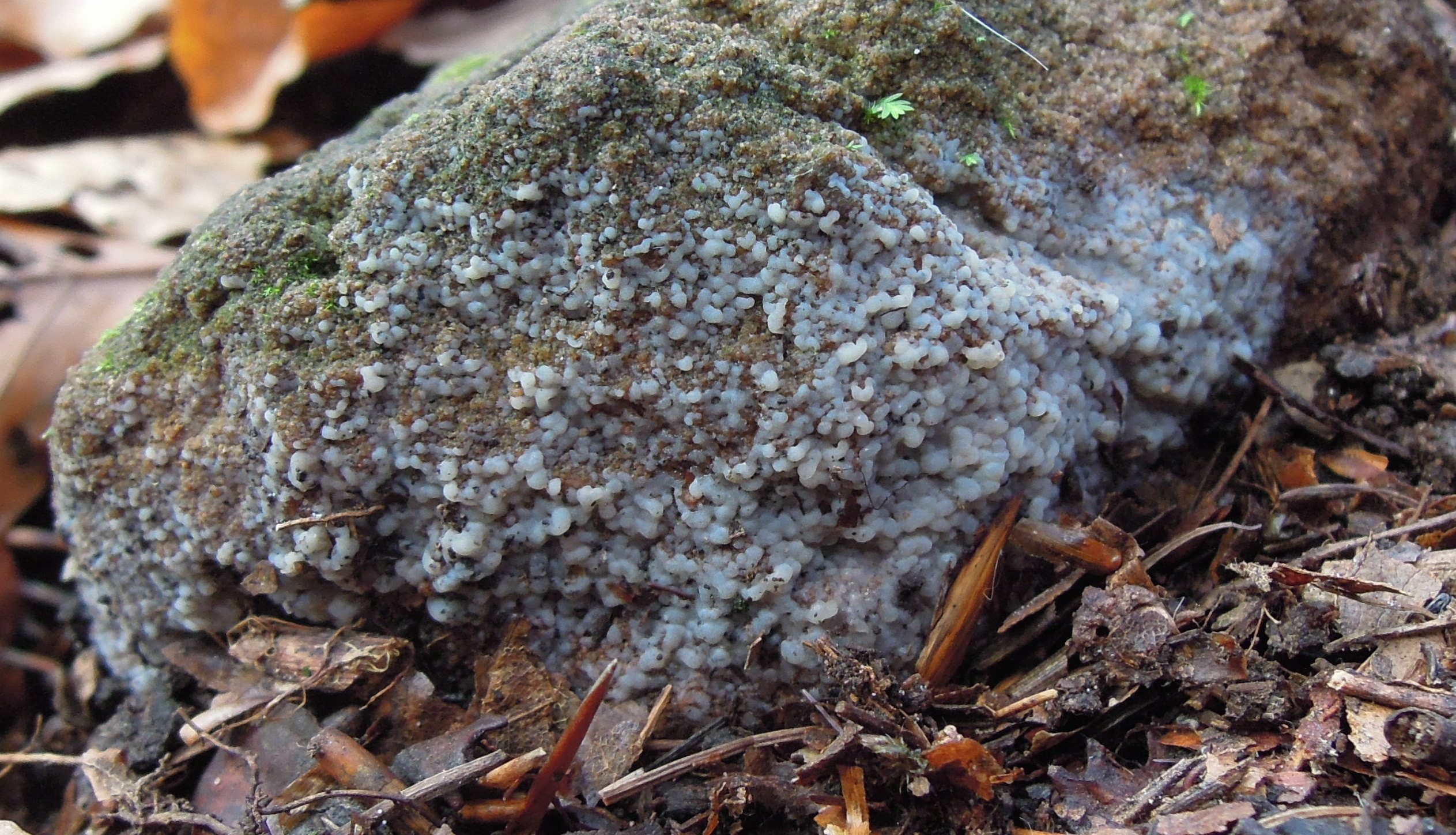
Fruchtkörper der opalfarbenen Wachskruste

Die Pilze leben im Boden und sind ökologisch extrem vielfältig. So können sie verschiedene Mykorrhizatypen ausbilden: Bekannt sind Ektomykorrhiza, Orchideenmykorrhiza (zum Beispiel mit der Vogel-Nestwurz), ericoide Mycorrhiza und sogar jungermannioide Mykorrhiza. Diese Arten gehören meist zur Gruppe A.
Arten aus der Gruppe B leben meist endophytisch in Pflanzenwurzeln. Das Wirtsspektrum ist sehr breit, gefunden wurden die Pilze bisher in Assoziation mit Pflanzen aus 56 Familien, darunter Moosen, Farnen und Samenpflanzen. Wegen des Vorkommens bei landwirtschaftlich bedeutenden Arten wie Mais oder Weizen wird der Einsatz von Sebacinales zur Wachstumsförderung und Schädlingskontrolle bei Kulturpflanzen diskutiert.

## Systematik
Der Mykologe Robert Bandoni untersuchte die Ultrastruktur der Septen mittels Transmissionselektronenmikroskop und stellte die Familie aufgrund desselben Doliporus in die Verwandtschaft der Ordnung der Ohrlappenpilzartigen (Auriculariales). Molekulargenetische Analysen bestätigten dies jedoch nicht – die Ordnung Sebacinales ist klar eigenständig. Vermutlich bilden sie zu den Erdsternen eine Schwestergruppe. Neben der Einteilung der Sebacinales in Gruppe A und Gruppe B ist die Systematik innerhalb der Ordnung derzeit weitgehend unklar. So sind die Gattungen Efibulobasidium, Sebacina und Tremellodendron nicht monophyletisch. Zuletzt wurde gezeigt, dass die Arten Sebacina epigaea und Sebacina incrustans nicht monophyletisch sind und kryptische Arten darstellen.
Die Sebacinales bestanden lange nur aus einer Familie, sind aber inzwischen in zwei Familien aufgeteilt. So bildet die frühere Gruppe A die Familie der Sebacinaceae, die Gruppe B die Familie der Serendipitaceae. Die Sebacinaceae bestehen daher aus folgenden Gattungen:
Sebacinaceae:
- Chaetospermum
- Craterocolla (Kraterpilze)
- Globulisebacina
- Helvellosebacina
- Paulisebacina mit der einzigen Art Paulisebacina allantoidea
- Sebacina (Wachskrusten)
  - Sebacina dimitica
  - Sebacina epigaea (Opalfarbene Wachskruste)
  - Sebacina incrustans (Erd-Wachskruste)
- Tremelloscypha

Serendipitaceae:
2016 wurden die Serendipitaceae von Michael Weiß und Kollegen formell beschrieben. Dabei stellte sich heraus, dass die beiden bisher bekannten Gattungen Piriformospora (mit der in der Forschung bekannten Piriformospora indica) und Serendipita sich nicht taxonomisch trennen lassen. Daher besteht die Familie vorläufig nur aus einer Gattung mit dem älteren Namen Serendipita. Neue Gattungsbeschreibungen in näherer Zukunft sind allerdings wahrscheinlich:
- Serendipita
  - Serendipita herbamans
  - Serendipita indica (früher Piriformospora indica)
  - Serendipita vermifera
  - Serendipita williamsii (früher Pirformospora williamsii)